# Ковардицкая волость
Ковардицкая волость — низшая административно-территориальная единица в Муромском уезде Владимирской губернии Российской империи и РСФСР, существовавшая до 1929 года. Волостной центр — село Ковардицы
Состояла: в 1-м полицейском стане, в 1-м земском, 1-м судебно-следственном и 1-м рекрутско-призывном участках.

## География
Площадь волости около 144 квадратных верст, в длину простиралась по северо-западному направлению на 11 верст и в ширину на 11.
Волость находилась по левую сторону реки Оки.
С запада ограничивалась Меленковским уездом, севера — Булатниковской волостью, северо-востока — Новокотлицкой и Чаадаевской волостями, юго-запада — частью рекой Окой, городским выгоном и Карачаровской волостью.

## Состав волости
Всего 27 селений:
село Ковардицы, слобода Акиманская, деревни — Александровка, Афанасово, сельцо Валово, деревня Дмитриевка, слобода Дмитриевская, погост Василия Великого, сельцо Екатериновка, деревня Иваньково, сельцы — Катышево, Кольдино, Коржавино, Лопатино, деревни — Макарово-большое, Макарово-среднее (Туссорна), Макарово-Санталовка, Новосёлки, сельцо Охеево, деревни — Пестенькино, Нежиловка, Рамешки, Соболево, село Стригино, деревня Треховицы, сельцо Юрьево-большое, деревня Юрьево-малое (ныне Малое Юрьево).

## Транспорт
На всем протяжении волости пролегает старый большой Владимирский тракт, а несколько от последнего правее — рельсовый путь Муромской железной дороги.